# Championnat de Somalie de football 2019-2020
Navigation
Edition précédente Edition suivante
La saison 2019-2020 du Championnat de Somalie de football est la 47e édition du championnat de première division nationale. Les dix clubs engagés sont regroupés au sein d'une poule unique où ils s'affrontent à deux reprises au cours de la saison. À l'issue du championnat, les deux derniers du classement sont relégués et remplacés par les deux meilleurs clubs de deuxième division.
C'est le Mogadiscio City Club qui remporte la compétition cette saison après avoir terminé en tête du classement final. Il s'agit du neuvième titre de champion de Somalie de l'histoire du club.

## Participants
- Elman Football Club
- Jazeera FC
- Raadsan FC - Promu de Second Division
- Mogadiscio City Club
- Horsed Football Club
- Rajo FC - Promu de Second Division
- Dekedaha Football Club
- Gaadiidka FC
- Midnimo FC
- Heegan Football Club

## Compétition

### Classement
Le classement est établi sur le barème de points classique (victoire à 3 points, match nul à 1, défaite à 0). Pour départager les égalités, on tient d'abord compte de la différence de buts générale, puis du nombre de buts marqués, puis des confrontations directes.
| Rang | Équipe                  | Pts | J  | G  | N | P  | Bp | Bc | Diff |
| ---- | ----------------------- | --- | -- | -- | - | -- | -- | -- | ---- |
| 1    | Mogadiscio City Club    | 36  | 18 | 10 | 6 | 2  | 42 | 15 | +27  |
| 2    | Dekedaha Football ClubT | 35  | 18 | 10 | 5 | 3  | 21 | 16 | +5   |
| 3    | Elman Football Club     | 34  | 18 | 10 | 4 | 4  | 43 | 23 | +20  |
| 4    | Horsed Football ClubC   | 34  | 18 | 9  | 7 | 2  | 32 | 12 | +20  |
| 5    | Heegan Football Club    | 33  | 18 | 10 | 3 | 5  | 34 | 21 | +13  |
| 6    | Gaadiidka FC            | 22  | 18 | 6  | 4 | 8  | 32 | 25 | +7   |
| 7    | Midnimo FC              | 22  | 18 | 5  | 7 | 6  | 20 | 26 | -6   |
| 8    | Raadsan FC P            | 16  | 18 | 4  | 4 | 10 | 28 | 40 | -12  |
| 9    | Rajo FC P               | 8   | 18 | 2  | 2 | 14 | 16 | 65 | -49  |
| 10   | Jazeera FC              | 7   | 18 | 1  | 4 | 13 | 19 | 44 | -25  |

|  | Qualification pour la Ligue des champions de la CAF 2020-2021                         |
|  | Qualification pour la Coupe de la confédération 2020-2021                             |
|  | Relégation directe en Second Division                                                 |
|  | T : Tenant du titre C : Vainqueur de la Coupe de Somalie P : Promu de Second Division |

## Bilan de la saison
| Championnat de Somalie de football 2019-2020 |                                 |
| Champion                                     | Mogadiscio City Club (9e titre) |
| Coupes et trophées                           |                                 |
| Vainqueur de la Coupe de Somalie 2019-2020   | Horsed Football Club            |
| Qualifications continentales                 |                                 |
| Ligue des champions de la CAF 2020-2021      | Mogadiscio City Club            |
| Coupe de la confédération 2020-2021          | Horsed Football Club            |
| Promotions et relégations                    |                                 |
| Promus en First Division                     | Jeenyo United FC                |
| Promus en First Division                     | Geeska Africa FC                |
| Relégués en Second Division                  | Rajo FC                         |
| Relégués en Second Division                  | Jazeera FC                      |